# نبرد وادی‌الخزندار
نبرد وادی‌الخزندار (به عربی: معركة وادي الخزندار) که به عنوان نبرد سوم حمص نیز شناخته می‌شود، پیروزی مغول بر سلطنت ممالیک در سال ۱۲۹۹ بود.